# Sven Axbom
Sven Axbom (15. října 1926 – 8. dubna 2006) byl švédský fotbalista, který hrával na pozici obránce. Účastník MS 1958 ve Švédsku.

## Klubová kariéra
Celou svou kariéru strávil v klubu IFK Norrköping, se kterým vyhrál třikrát titul ve švédské nejvyšší lize Allsvenskan.

## Reprezentační kariéra
Nastupoval za švédskou fotbalovou reprezentaci. Celkem odehrál v národním týmu v letech 1955–1960 31 zápasů, branku nevstřelil.
Účast Svena Axboma na vrcholových turnajích:
- Mistrovství světa 1958 ve Švédsku (2. místo po finálové porážce 2:5 s Brazílií, zisk stříbrných medailí, odehrál všech 6 utkání švédského týmu na turnaji[5])

## Odkazy

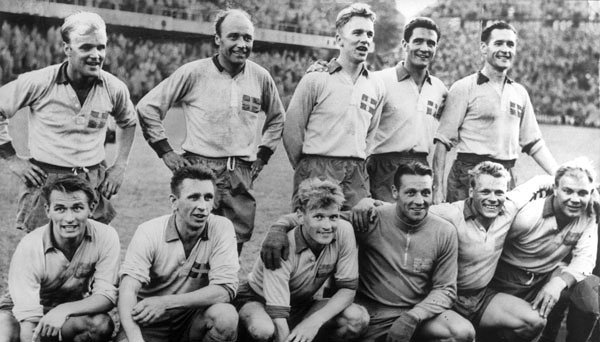
Švédská sestava na domácím MS 1958, dolní řada zleva: Kurt Hamrin, Reino Börjesson, Orvar Bergmark, Kalle Svensson, Sven Axbom, Sigge Parling. Horní stojící řada zleva: Lennart Skoglund, Gunnar Gren, Agne Simonsson, Bengt Gustavsson a Nils Liedholm.